# Fabien Sanchez
Pour les articles homonymes, voir Sanchez.
Fabien Sanchez, né le 30 mars 1983 à Hyères, est un ancien coureur cycliste français spécialiste de la piste.

## Biographie
Il débute le vélo au sein Vélo  Sport Hyèrois.
Il a notamment été champion du monde de poursuite chez les juniors et double champion de France. 
Après une année comme directeur sportif au VC La Pomme Marseille en 2009, il reprend sa carrière de coureur avec l'équipe AVC Aix-en-Provence pour 2010 avant d'arrêter définitivement sa carrière de coureur à la fin de l'année.

## Palmarès sur piste

### Jeux olympiques
- Athènes 2004
  - 6e de la poursuite par équipes
  - 7e de la poursuite individuelle
- Pékin 2008
  - 15e de la poursuite individuelle

### Championnats du monde
- Stuttgart 2003
  -  Médaillé de bronze de la poursuite par équipes
- Los Angeles 2005
  - 7e de la poursuite individuelle
  - 7e de la poursuite par équipes
- Bordeaux 2006
  - 4e de la poursuite individuelle
- Manchester 2008
  - 6e de la poursuite par équipes

### Championnats du monde juniors
- 2001
  -  Champion du monde de poursuite par équipes juniors

### Coupes du monde
- 2004
  - 1er de la poursuite par équipes à Aguascalientes (avec Anthony Langella, Fabien Merciris et Jérôme Neuville)
  - 2e de la poursuite individuelle à Aguascalientes
- 2006-2007
  - 2e de la poursuite individuelle à Los Angeles

### Championnats de France
- 2003
  - 3e de la poursuite individuelle
- 2004
  -  Champion de France de poursuite individuelle
- 2005
  -  Champion de France de poursuite par équipes (avec Matthieu Ladagnous, Anthony Langella et Mickaël Malle)
  - 2e de la poursuite individuelle
- 2007
  -  Champion de France de poursuite individuelle
  - 2e de la course aux points
  - 3e de la poursuite par équipes
- 2008
  -  Champion de France de course aux points
  - 3e de la poursuite individuelle
- 2010
  - 3e de la poursuite par équipes

## Palmarès sur route
- 2001
  - 3e du championnat de France du contre-la-montre juniors
- 2002
  - 3e du Grand Prix de Peymeinade
- 2010
  - Circuit des Quatre Cantons